# 陸奥記念館
陸奥記念館（むつきねんかん）は、山口県周防大島町にある町立の博物館。戦艦陸奥に関する遺物や遺品などが展示されている。

## 概要

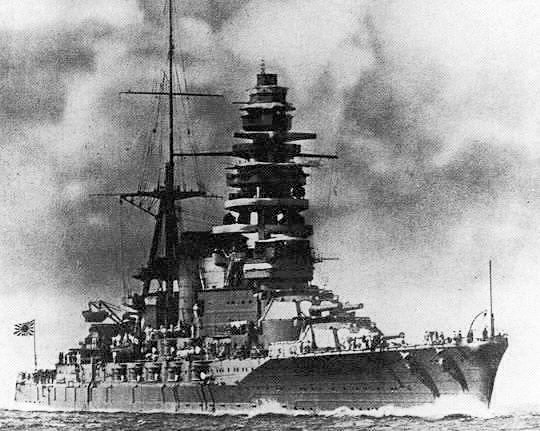
戦艦陸奥

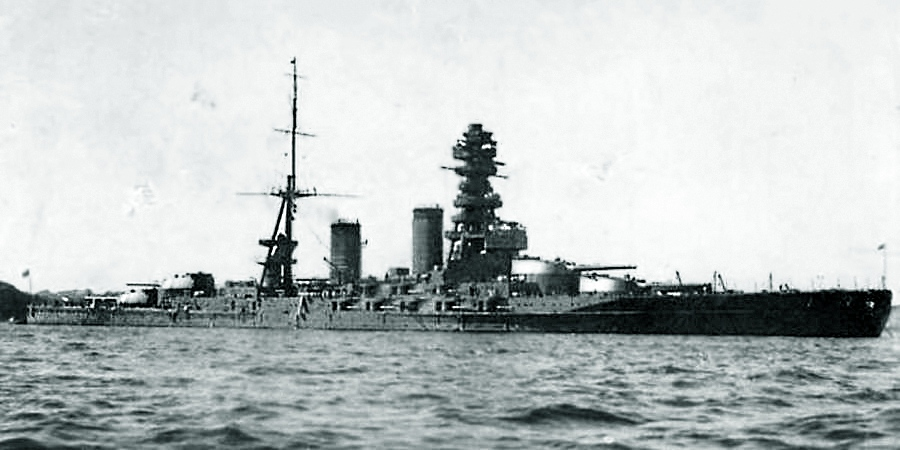
戦艦陸奥

旧日本海軍の戦艦陸奥が1943年（昭和18年）6月8日、瀬戸内海西部に位置する旧東和町の沖、現在の記念館の沖合3kmで爆沈した。戦艦陸奥は建造時、世界最強の戦艦として41cm主砲を装備し、連合艦隊の旗艦としても活躍したが、戦局に寄与することはなかった。現在も爆沈の原因は謎とされているが、1970年から1978年にかけて、深田サルベージによって船体の約75％が引き上げられ、多くの遺物・遺品、遺骨も引き上げられた。
その遺物の展示施設の建設構想が持ち上がり、東和町が事業主体として、1972年（昭和47年）11月、陸奥記念館として完成した。1994年（平成6年）に現在の場所に移転された。
入り口には艦首錨及び錨鎖が置かれており、また記念館に向かって右の丘には屋外展示物（スクリュー、14cm副砲、艦首先端部）と共に慰霊碑が建てられている。丘からは陸奥の沈んでいる海が一望できるようになっている。

## 展示内容
- 屋内 - 遺品や各種資料

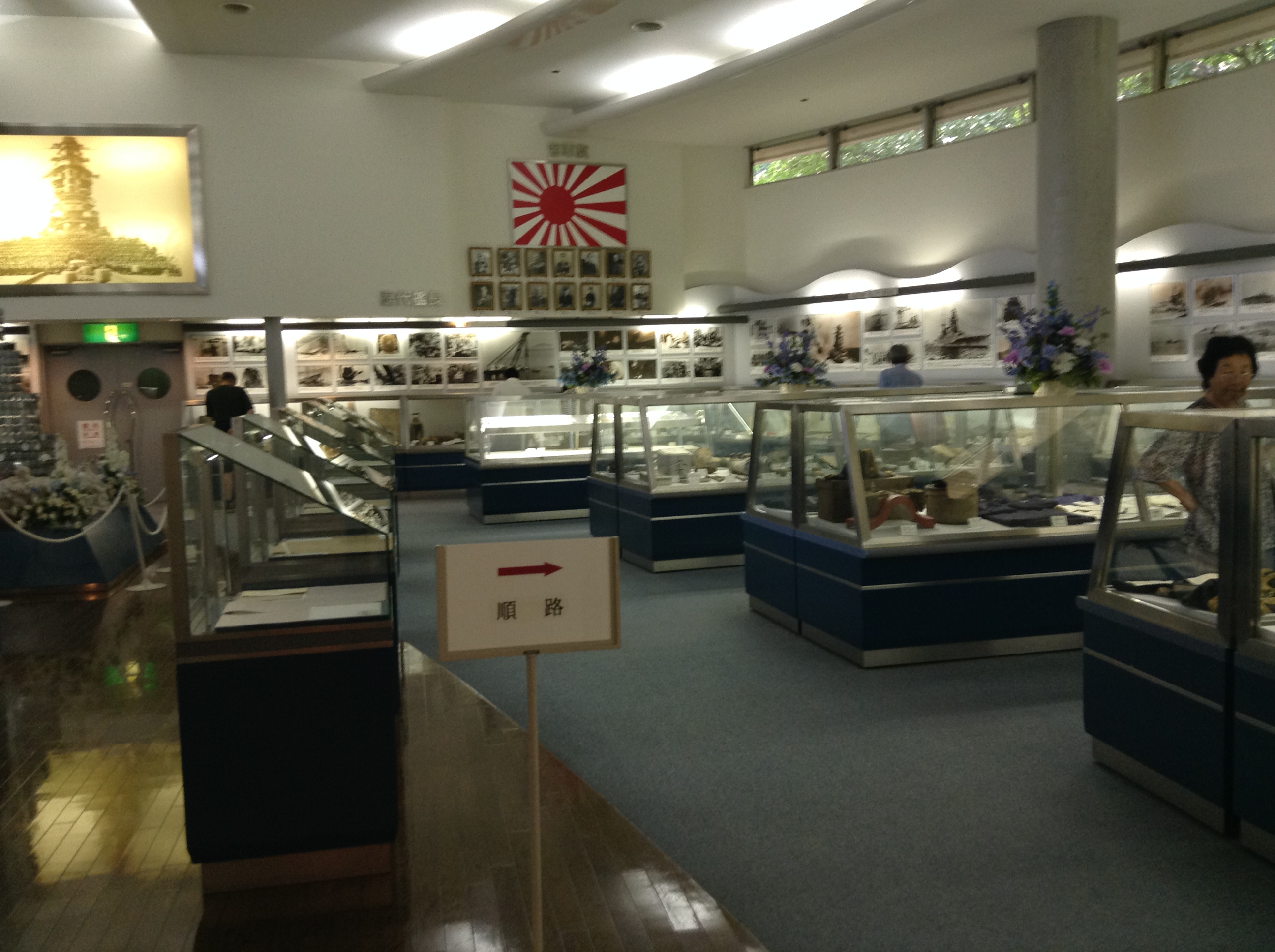
陸奥記念館内部

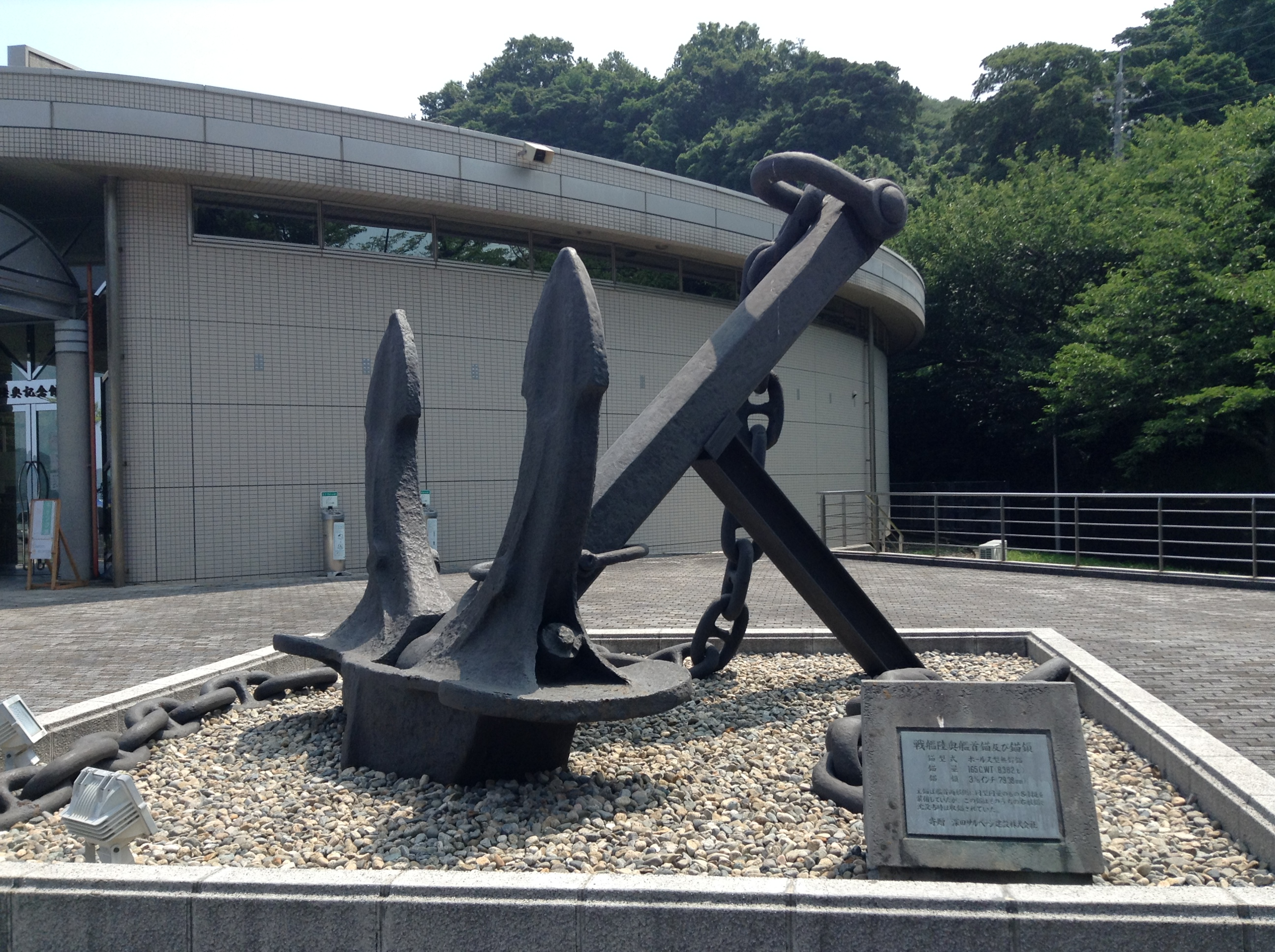
陸奥記念館の入り口に置かれる主錨

- 屋外 - 艦首上部、スクリュー、14cm副砲、主錨等

## 利用情報
- 開館時間 - 9:00-16:30
- 休館日 - 無し（年中無休）
- 観覧料 - 大人430円　小人210円（その他なぎさ水族館共通チケット、団体割引有）

## 交通アクセス
- 自動車 - 国道188号経由、大島大橋を通過後左折、国道437号で50分[2]、なぎさパーク内。
- バス - 山陽本線柳井駅・大畠駅から防長交通バス「周防油宇」行きで「陸奥記念館前」下車。
- フェリー - 柳井港・松山港から周防大島 松山フェリーで伊保田港下船、徒歩10分。